# Cornelia Venema-Schaeffer
Cornelia Venema-Schaeffer (geb. Schaeffer; * 27. Dezember 1896 in Ambarawa bei Salatiga; bl. bis 1977) war eine niederländische Entomologin. In der ersten Hälfte des 20. Jahrhunderts galt sie als eine der führenden Expertinnen ihres Landes hinsichtlich der Identifikation und Bekämpfung von Forstschädlingen.

## Leben

### Herkunft, Ausbildung und Privatleben
Sie kam in der Stadt Ambarawa, zentral gelegen auf der Großen Sundainsel Java, zur Welt. Diese Insel war damals Teil der Kolonie Niederländisch-Indien. Schaeffer besuchte die Primarschule an verschiedenen Orten in den Niederlanden sowie in der Kolonie, dann das Gymnasium Willem III in Batavia und schließlich die Realschule in Nijmegen. Dort bestand sie 1915 ihre Maturitätsprüfung.
Im folgenden Jahr 1916 erwarb sie in den Niederlanden das Primarlehrerinnenpatent. Anschließend immatrikulierte sie sich 1917 an der Naturwissenschaftlichen Fakultät der Universität Utrecht und studierte als Hauptfach Botanik. Nachdem sie das Studium krankheitsbedingt für einige Zeit unterbrechen musste, wechselte sie im Oktober 1921 an das Zoologisch-vergleichend anatomische Institut (innerhalb der Philosophischen Fakultät II) der Universität Zürich, wo sie Zoologie als Hauptfach wählte. Unter der Betreuung ihres Doktorvaters Karl Hescheler wurde sie 1926 mit der Dissertation Untersuchungen zur vergleichenden Anatomie und Histologie der Brachiopodengattung Lingula promoviert. Dazu forschte sie an Material, das Paul von Rautenfeld in Ostasien gesammelt hatte.
Am 17. Mai 1934 heiratete sie in Ginneken en Bavel bei Breda Hendrik Jacobus Venema (1899–1983). Dieser war seit 1937 als Botaniker an der Nationalen Landwirtschaftshochschule (ndl.: Rijks Landbouwhoogeschool) in Wageningen angestellt. 1945 erhielt er dort einen Lehrauftrag für Pflanzensystematik, Dendrologie und Pflanzengeographie und ab 1947 – bis zu seiner Emeritierung 1969 – war er Professor und Direktor des Botanischen Gartens. Darüber hinaus lehrte er als Dozent für Garten- und Landschaftsarchitektur an der Nationalen Gartenbauschule (ndl.: Rijkstuinbouwschool) in Boskoop und zeichnete nach Ende des Zweiten Weltkrieges für den Wiederaufbau mehrerer zerstörter botanischer Gärten und Baumschulen verantwortlich.

### Berufliche Karriere
Im Frühjahr 1926 erhielt Schaeffer eine Anstellung als Assistentin am Lehrstuhl von Otto Schneider-Orelli am Entomologischen Institut der ETH Zürich. Von den zehn Assistenten des Professors zwischen 1918 und 1938 war sie die einzige Frau. In der Arbeitsgruppe widmete sie sich insbesondere Forschungen zur Weißtannentrieblaus und 1928 wurde sie Mitglied der Schweizerischen Entomologischen Gesellschaft. Zum 30. Juni gleichen Jahres verließ sie die ETH allerdings auf eigenen Wunsch und zog nach Paris. Dort arbeitete sie als entomologische Beraterin in der französischen Niederlassung des Pflanzenschutzmittelproduzenten California Spray Company. Zur Unternehmensphilosophie gehörte es, den Verkauf hauptsächlich durch fachlich ausgebildete Entomologen abzuwickeln, da man davon ausging, dass diese den Kunden mit qualifizierteren Ratschlägen passende Produkte empfehlen konnten.
Nach ihrer Rückkehr in die Niederlande wurde sie als ehrenamtliche Mitarbeiterin vom in Wageningen ansässigen Pflanzenschutzdienst (ndl.: Plantenziektenkundige Dienst) engagiert. In den Jahren 1931 und 1932 hatte die Landwirtschaft der Provinzen Groningen und Friesland unter einer Plage der Kümmelmotte (Depressaria daucella) gelitten. Auf Drängen der Kümmelzüchter initiierte der Dienst daher 1933 eine umfangreiche Studie zu Fortpflanzung, Flugverhalten und Bekämpfungsmöglichkeiten der Motte. Federführend bei dieser Untersuchung war Schaeffer mit Unterstützung durch Hendrik Jacob de Fluiter und Walter Karl Johann Roepke. Im Oktober 1938 hielt sie darüber hinaus einen Vortrag auf dem ersten in Wageningen veranstalteten Dendrologentag, in dem sie eine Vielzahl an Pappelschädlingen identifizierte, ihre unterschiedlichen Schadmuster charakterisierte und Möglichkeiten zur Bekämpfung aufzeigte.
Abseits ihrer beruflichen Tätigkeit setzte sich Venema-Schaeffer für die Frauenbildung ein und war Mitglied sowohl der Vereinigung der Frauen mit akademischer Ausbildung (ndl.: Vereniging van Vrouwen met een Academische Opleiding; VVAO) als auch der International Federation of University Women. Zwischen 1949 und 1977 engagierte sie sich in der Jugendarbeit in Wageningen.

## Publikationen (Auswahl)
- Cornelia Schaeffer: Untersuchungen zur vergleichenden Anatomie und Histologie der Brachiopodengattung Lingula. In: Vierteljahrsschrift der Naturforschenden Gesellschaft Zürich. Jahrgang 72, Band 1/2, 1927, Seiten 186–196.
- Cornelia Schaeffer: Untersuchungen zur vergleichenden Anatomie und Histologie der Brachiopodengattung Lingula. In: Acta Zoologica. Jahrgang 7, Band 2/3, 1926, Seiten 329–402.
- Otto Schneider-Orelli; Cornelia Schaeffer; Robert Wiesmann: Untersuchungen über die Weißtannenlaus Dreyfusia Nuesslini C. B. in der Schweiz. In: Mitteilungen der Schweizerischen Zentralanstalt für das forstliche Versuchswesen. Band 15, Heft 2, 1929, Seiten 191–242.
- Cornelia Schaeffer: Onderzoek over de Karwijmot (Depressaria nervosa Hw.) en haar bestrijding. In: Verslagen en Mededeelingen van den Plantenziektenkundigen Dienst te Wageningen. Band 74, 1934.
- Cornelia Venema-Schaeffer: Over schadelijke insecten van populieren. In: Jaarboek Nederlandse Dendrologische Vereniging. Band 13, 1938, Seiten 58–71.
- Cornelia Venema-Schaeffer: Lebensweise und Bekämpfung der Kümmelmotte (Depressaria nervosa Hw.). In: Anzeiger für Schädlingskunde. Band 20, 1944, Seiten 41–42.